# Vicente Farrés
Vicente Farrés   (Igualada, 1923 - Barcelona, 22 de juliol de 2009) nom artístic, de Vicenç o Vicente Farrés Sensarrich. Fou un dibuixant de còmic. Alguns del seus treballs mes coneguts son per la serie Hazañas Belicas.

## Biografia
Vicenç Farrés Sensarrich, va néixer a Igualada (l'Anoia) l'any 1923, va iniciar la seva carrera a les publicacions, Disco (1953) i Sauce (1954) és en aquestes revistes de còmic, on s'hi poden trobar els seus primers treballs.
Un Cuento Semanal i Dick Sand (1956), foren les publicacions, per les quals un any més tard, va tornar a dibuixar. Dalia (1956) i 4 Rosas (1958) formaren part de la contribució de Vicenç Farrés a l'anomenat, Còmic femení, és en aquesta època, que comença a dibuixar per al mercat Francès, per al qual treballarà durant uns períodes molt llargs, de la seva vida.
També va contribuir al còmic bèl·lic, dibuixant algunes historietes, per Hazañas Bélicas, i per altres publicacions de la mateixa temàtica.
Va morir a Barcelona l'any 2009

## Obra
Publicacions i números on hi va publicar com a dibuixant.
| Any  | Títol                                            | Editorial             | Números |
| ---- | ------------------------------------------------ | --------------------- | --- |
| 1955 | Colección Blanca                                 | Editorial Ferma       | 0,1,8 |
| 1955 | Cuatro Rosas                                     | Ediciones Juvenis     | 0,1,3,4,6,7,8,11,12,14,15,19 |
| 1955 | Un Cuento Semanal                                | Editorial Ferma       | 7,25,34 |
| 1955 | Aventuras de Dick Sand un Capitan de Quince Años | Editorial Ferma       | Del 1 al 16 |
| 1955 | Pieles Rojas                                     | Ediciones Juvenis     | 1,2 |
| 1955 | Pulgarcito. Suplemento para Niñas (serie celia)  | Editorial Bruguera    | 18,22 |
| 1956 | Dalia                                            | Editorial Ferma       | 4,5,6,8,13,17 |
| 1956 | Coleccion Trovador                               | Ediciones Soriano     | 65 |
| 1961 | Hazañas Belicas                                  | Editorial Ferma       | 2,4,8,11,15,20,25,27,36,41,50,55,61,69,73,78,86,90,95,99,103,104,116,119,121,137,140,142,147, 152,153,157,162,166,171,173,177,182,183,185,205,213 |
| 1963 | Brigada Secreta                                  | Ediciones Toray, S.A. | 19,31,39,40,46,53,68,87,96,112,116,135,147,158,163,174,184                                                                                        |
| 1965 | Espionaje                                        | Ediciones Toray, S.A. | 15,52,67 |
| 1968 | Relatos de Guerra                                | Ediciones Toray, S.A. | 148 |
| 1969 | Hurón                                            | Ediciones Toray, S.A. | 59 |
| 1973 | Servicio Federal                                 | Ediciones Toray, S.A. | 5 |
| 1973 | Zona de Combate                                  | Ediciones Ursus,S.A.  | 7 |
| 1980 | 5 Gun Kiss Story                                 | Ediciones R.O.,S.A.   | 1 |
| 1980 | Mafia                                            | Ediciones R.O.,S.A.   | 3 |
| 1981 | Hazañas Bélicas Extra                            | Ediciones Ursus,S.A.  | Extra nº1 |
| 1987 | Novelas Gráficas de Hazañas Bélicas              | G4 Ediciones S.A.     | 2,4,8 |
| 1981 | Halach                                           | Editorial Antalbe     | 12 ? |

En aquesta llista, no hi es reflectida l'obra editada en altres països, com França.